# Bohušov
Bohušov (do roku 1950 Fulštejn, německy Füllstein) je obec ležící v Moravskoslezském kraji, okrese Bruntál na říčce Osoblaha ve středu Osoblažska. Žije zde 381 obyvatel.

## Poloha
Obec Bohušov sousedí na severu s Osoblahou, na severovýchodě s Polskem (gmina Głubczyce), na jihovýchodě s Rusínem, na jihu se Slezskými Rudolticemi, na jihozápadě s Liptaní a na severozápadě s Dívčím Hradem. Od okresního města Bruntál je vzdálena 55 km a od krajského města Ostrava 90 km.
Geomorfologicky patří Bohušov k oblasti Slezská nížina (geomorfologický celek Opavská pahorkatina, podcelek Osoblažská nížina); jen západní část (Dolní Povelice) patří k Jesenické oblasti (geomorfologický celek Zlatohorská vrchovina, podcelek Jindřichovská pahorkatina). Nejvyššími místy obce jsou kopec V Pekle (318 m n. m.) na katastru Nové Vsi a Červený vrch (308/307 m n. m.) u Dolních Povelic, dále Dubský kopec (284 m n. m.) a kopec s hradem Fulštejnem (270 m n. m.) nad Bohušovem.
Území Bohušova patří do povodí Odry, resp. řeky Osoblahy, která obcí protéká v četných záhybech ze západu na sever. Přitom postupně přijímá četné přítoky: Liptaňský potok, Povelický potok, Lužnou, Karlovský potok, Hrozovou a Pomezní potok. Na území obce se nacházejí také Bohušovský a Fulštejnský rybník.
Území obce pokrývá z 73,5 % zemědělská půda (65 % orná půda, 7 % louky a pastviny), z 19 % les a z 5 % zastavěné a ostatní (např. průmyslové) plochy.

## Části obce
- Bohušov (k. ú. Bohušov a Kašnice u Bohušova)
- Dolní Povelice (k. ú. Dolní Povelice)
- Karlov (k. ú. Karlov u Bohušova a Nová Ves u Bohušova)
- Ostrá Hora (k. ú. Bohušov)

## Název obce
Vesnice vznikla jako osada pod hradem Fulštejnem, původně se jmenovala Gottfriedsdorf. V roce 1752 byla obec přejmenována na Füllestein. V roce 1945 byla obec přejmenována na Fulštejn a později přejmenována na Bohušov.
- Česky Bohušov (Fulštejn), německy Füllstein ("Gottfriedsdorf"), polsky Bohuszów nebo Boguszów (Fulsztejn, Fulsztein, Fulsztyn).
  - Česky Dolní Mlýn, německy Nieder Mühle.
  - Česky Dubský Mlýn, německy Eichmühle.
  - Česky Fulštejn (1880 Fulštein), německy Füllstein, polsky Fulsztejn (Fulsztein, Fulsztyn).
  - Česky Lesní Mlýn, německy Buschmühle.
  - Česky Závsí, německy Hinterhäusel.
  - Německy Kampeldörfel.
- Česky Dolní Povelice (1869 Dolní Pavlovice), německy Nieder Paulowitz, Niederpaulowitz (1890 Nieder-Paulowitz), polsky Powelice Dolne, Powielice Dolne.
  - Česky Grundek, německy Grundeck, polsky Grundek.
  - Česky Kobernský Mlýn, německy Kawarner Mühle.
- Česky Karlov, německy Karlsdorf, polsky Karłów.
- Česky Kašnice, německy Kaschnitzberg, polsky Kasznica.
- Česky Nová Ves, německy Neudörfel, polsky Nowa Wieś (Nowawioska).
- Česky Ostrá Hora, německy Schärfenberg, polsky Ostra Góra, Ostragóra.
  - Česky Dubský Mlýn, německy Eich Mühle, polsky Dąbski Młyn.

## Historie
První písemná zmínka o obci pochází z roku 1255. Byla součást panství Herborta z Fulmu, který byl leníkem olomouckého biskupa Bruna ze Schauenburku, který dal podnět k obnově sídel na Osoblažsku, které byly zničeny vpádem Mongolů do Slezska a na Moravu. V roce 1855 byla postavena zdejší škola. Po skončení II. světové války v roce 1945 bylo odsunuto původní německé obyvatelstvo, které nahradili dosídlenci Češi z Valašska a také Češi z Volyně. Později na přelomu 40 až 50. let bylo doplněného obyvatelstvo utečenci z Řecka.

## Významní rodáci
Anton Seidel (1855–1925), českoněmecký a rakouský politik, na přelomu 19. a 20. století poslanec Moravského zemského sněmu a Říšské rady.

## Vývoj počtu obyvatel
Počet obyvatel celé obce Bohušov podle sčítání nebo jiných úředních záznamů:
| Počet obyvatel | 2020  | 2006  | 1963  | 1825  | 1664  | 1624  | 1508  | 703   | 673   | 633   | 579   | 461   | 456   |
| Rok            | 1869  | 1880  | 1890  | 1900  | 1910  | 1921  | 1930  | 1950  | 1961  | 1970  | 1980  | 1991  | 2001  |
| Poznámka       | 1. 2. | 1. 2. | 1. 2. | 1. 2. | 1. 2. | 1. 2. | 1. 2. | 1. 2. | 1. 2. | 1. 2. | 1. 2. | 1. 2. | 1. 2. |

V celé obci Bohušov je evidováno 198 adres: 197 čísel popisných (trvalé objekty) a 1 číslo evidenční (dočasné či rekreační objekty). Při sčítání lidu roku 2001 zde bylo napočteno 172 domů, z toho 107 trvale obydlených.
Počet obyvatel samotného Bohušova (včetně Kašnice) podle sčítání nebo jiných úředních záznamů:
| Rok            | 1869     | 1880     | 1890     | 1900     | 1910     | 1921     | 1930     | 1950     | 1961     | 1970     | 1980     | 1991     | 2001     |
| -------------- | -------- | -------- | -------- | -------- | -------- | -------- | -------- | -------- | -------- | -------- | -------- | -------- | -------- |
| Počet obyvatel | 1075     | 1089     | 1056     | 997      | 880      | 830      | 805      | 384      | 385      | 361      | 365      | 281      | 282      |
| Poznámka       | 1. 2. 3. | 1. 2. 3. | 1. 2. 3. | 1. 2. 3. | 1. 2. 3. | 1. 2. 3. | 1. 2. 3. | 1. 2. 3. | 1. 2. 3. | 1. 2. 3. | 1. 2. 3. | 1. 2. 3. | 1. 2. 3. |

V samotném Bohušově je evidováno 102 adres, vesměs čísla popisná. Při sčítání lidu roku 2001 zde bylo napočteno 89 domů (87 v Bohušově, 2 v Kašnici), z toho 60 trvale obydlených.

## Pamětihodnosti
- Úzkorozchodná železniční trať Třemešná ve Slezsku – Osoblaha s nádražím Bohušov
- Kostel svatého Martina přestavěný původní gotický kostel je kulturní památkou ČR.[15]
- Hrad Fulštejn zřícenina hradu z poloviny 13. století je kulturní památkou ČR.[16]
- Dub u Bohušova, památný strom dub letní (Quercus robur L.) za železničním přejezdem silnice do Ostré Hory ( 50°14′25″ s. š., 17°43′ v. d.) je 22 m vysoký v obvodu měří 460 cm.[17]
- Socha Panny Marie stojí při čp. 109 pochází z roku 1842 a je kulturní památkou ČR.[18]
- Socha svatého Jana Nepomuckého se nachází při čp. 131. Kulturní památka ČR.[19]
- Hrobka rodiny Gebauerových pochází z roku 1892 a je kulturní památkou ČR.[20]
- Venkovský dům čp. 120. Kulturní památka ČR.[21]

Jihozápadně od obce se v lese nachází Křížová cesta.

## Vybavenost
K občanskému vybavení patří základní škola (už neplatí), mateřská škola, obecní úřad s informačním centrem, obchod a pohostinství s kulturním domem, kostel a rekreační areál. Katastrem obce vede mezinárodní cyklotrasa Opavice, na kterou se napojují regionální cykloturistické stezky. Obec má ve vlastním rekreačním areálu 20 chatek. V areálu jsou tenisové kurty, fotbalové hřiště s občerstvením a rybník.